# Sean Bean
Shaun Mark "Sean" Bean (Yorkshire, 17 de abril de 1959) é um ator britânico. Ao longo de sua carreira ele recebeu diversos prêmios, entre eles dois BAFTAs, um Emmy e um SAG Award. Bean tornou-se conhecido por seus papéis como Boromir na trilogia de O Senhor dos Anéis, Eddard Stark no seriado televisivo do HBO, Game of Thrones, e Richard Sharpe na série Sharpe.
Os seus outros papéis notáveis incluem Alec Trevelyan em GoldenEye, filme de James Bond, Odisseu em Troia, Dr. Merrick em The Island, Ian Howe em National Treasure, Zeus em Percy Jackson & the Olympians: The Lightning Thief e Simon Gaskell na série televisiva Accused, papel que lhe rendeu um Emmy Internacional de melhor ator. Também participou na narração da introdução cinemática e das citações no jogo Civilization VI.

## Biografia
O jovem Sean Bean trabalhou em diferentes áreas: vendeu queijo em supermercado, retirou neve das ruas e fez comércio de ferro na fábrica de seu pai antes de decidir que se tornaria um ator.
Em 1981, ele entrou para a Royal Academy of Dramatic Art (RADA) de Londres, onde, em 1983, recebeu a medalha de prata por sua performance na peça que lhe rendeu a graduação, Waiting for Godot.
O início de sua carreira profissional se deu na companhia teatral Royal Shakespeare Company. Seu primeiro papel foi o de Tybalt, na peça Romeu e Julieta, em maio de 1983. Sean ainda atuou nas produções The Fair Maid of the West e A Midsummer Night's Dream antes de se dedicar à televisão e ao cinema.
No seu currículo cinematográfico tem  várias participações em grandes produções de Hollywood, como  O Senhor dos Anéis ou Troia. Em 2011 participou na primeira temporada da série Game of Thrones. Em 2015 foi protagonista na minissérie britânica The Frankenstein Chronicles.
Sean casou-se três vezes: com Debra James, em 1981; Melanie Hill, em 1990, e Abigail Cruttenden, em 1997. Seu último casamento terminou em 2000. O segundo casamento lhe rendeu duas filhas, Lorna (nascida em 1987) e Molly (1991). A união com Abigail gerou Evie Natasha, que nasceu em 1998.

## Filmografia

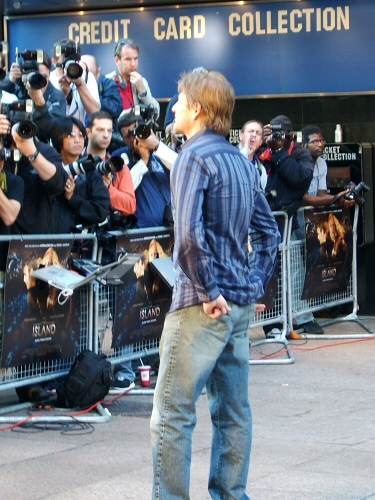
Bean premiere do filme A Ilha (2005).

| Ano  | Filme                                              | Personagem                                  | Notas |
| ---- | -------------------------------------------------- | ------------------------------------------- | ----- |
| 1984 | Winter flight                                      |                                             |       |
| 1985 | Exploits at West Poley                             |                                             |       |
| 1986 | Caravaggio                                         | Ranuccio                                    |       |
| 1988 | Stormy Monday                                      | Brendan                                     |       |
| 1988 | The True Bride, Jim Henson's Narrador              | Prince                                      |       |
| 1989 | How to Get Ahead in Advertising                    | Larry Frisk                                 |       |
| 1989 | War Requiem                                        | Soldado Alemão                              |       |
| 1990 | Windprints                                         | Anton                                       |       |
| 1990 | The Field                                          | Tadgh McCabe                                |       |
| 1990 | Lorna Doone                                        | Carver Doone                                | TV    |
| 1990 | Wedded                                             | Homen                                       | TV    |
| 1991 | Prince                                             | Jack Morgan                                 | TV    |
| 1991 | Clarissa                                           | Robert Lovelace                             | TV    |
| 1991 | Tell Me that You Love Me                           | Gabriel Lewis                               | TV    |
| 1991 | In The Border Country                              | Smith                                       |       |
| 1991 | My Kingdom for a Horse                             | Steve                                       | TV    |
| 1992 | Patriot Games                                      | Sean Miller                                 |       |
| 1992 | Fool's Gold: The Story Of The Brink's Mat Robbery  | Micky McAvoy                                |       |
| 1993 | Sharpe's Rifles                                    | Sargento/Tenente Richard Sharpe             | TV    |
| 1993 | Sharpe's Eagle                                     | Capitão Richard Sharpe                      | TV    |
| 1993 | Lady Chatterley                                    | Oliver Mellors                              |       |
| 1994 | Sharpe's Company                                   | Capitão Richard Sharpe                      | TV    |
| 1994 | Sharpe's Enemy                                     | Major Richard Sharpe                        | TV    |
| 1994 | Sharpe's Honour                                    | Major Richard Sharpe                        | TV    |
| 1994 | Black Beauty                                       | Fazendeiro Grey                             |       |
| 1994 | Shopping                                           | Venning                                     |       |
| 1995 | Sharpe's Gold                                      | Major Richard Sharpe                        | TV    |
| 1995 | Sharpe's Battle                                    | Major Richard Sharpe                        | TV    |
| 1995 | Sharpe's Sword                                     | Major Richard Sharpe                        | TV    |
| 1995 | GoldenEye                                          | Alec Trevelyan                              |       |
| 1996 | When Saturday Comes                                | Jimmy Muir                                  |       |
| 1996 | Sharpe's Regiment                                  | Major Richard Sharpe                        | TV    |
| 1996 | Sharpe's Siege                                     | Major Richard Sharpe                        | TV    |
| 1996 | Sharpe's Mission                                   | Major Richard Sharpe                        | TV    |
| 1997 | Anna Karenina                                      | Vronsky                                     |       |
| 1997 | Sharpe's Revenge                                   | Major Richard Sharpe                        | TV    |
| 1997 | Sharpe's Justice                                   | Major Richard Sharpe                        | TV    |
| 1997 | Sharpe's Waterloo                                  | Tenente Coronel Richard Sharpe              | TV    |
| 1998 | Ronin                                              | Spence                                      |       |
| 1999 | Extremely Dangerous                                | Neil Byrne                                  |       |
| 1999 | Bravo Two Zero                                     | Andy McNab                                  |       |
| 2000 | Essex Boys                                         | Jason Locke                                 |       |
| 2001 | O Senhor dos Aneis: A Sociedade do Anel            | Boromir                                     |       |
| 2001 | Don't Say a Word                                   | Patrick Koster                              |       |
| 2002 | O Senhor dos Aneis: As Duas Torres                 | Boromir                                     |       |
| 2002 | Equilibrium                                        | Errol Partridge                             |       |
| 2002 | Tom and Thomas                                     | Paul Shepherd                               |       |
| 2003 | O Senhor dos Aneis: O Retorno do Rei               | Boromir                                     |       |
| 2003 | The Big Empty                                      | Cowboy                                      |       |
| 2003 | Henry VIII                                         | Robert Aske                                 |       |
| 2004 | Pride                                              | Dark (voice)                                |       |
| 2004 | A Lenda do Tesouro Perdido                         | Ian Howe                                    |       |
| 2004 | Troia                                              | Odisseu                                     |       |
| 2005 | North Country                                      | Kyle                                        |       |
| 2005 | Plano de Voo                                       | Capitão Marcus Rich                         |       |
| 2005 | The Island                                         | Dr. Merrick                                 |       |
| 2006 | The Dark                                           | James                                       |       |
| 2006 | Terror em Silent Hill                              | Christopher da Silva                        |       |
| 2006 | The Elder Scrolls IV: Oblivion (videogame)         | Martin Septim                               | voz   |
| 2006 | Sharpe's Challenge                                 | Tenente Coronel (Aposentado) Richard Sharpe |       |
| 2007 | The Hitcher                                        | John Ryder                                  |       |
| 2007 | Outlaw                                             | Danny Bryant                                |       |
| 2007 | Far North                                          | Loki                                        |       |
| 2008 | Sharpe's Peril                                     | Tenente Coronel (Aposentado) Richard Sharpe | TV    |
| 2008 | Crusoe                                             | James Crusoe                                | TV    |
| 2009 | Red Riding                                         | John Dawson                                 | TV    |
| 2010 | Black Death                                        | Ulric                                       |       |
| 2010 | Percy Jackson & the Olympians: The Lightning Thief | Zeus                                        |       |
| 2010 | Cash                                               | Pyke Kubic                                  |       |
| 2011 | Game of Thrones                                    | Eddard Stark                                | TV    |
| 2011 | Corrida Mortal 2                                   | Markus Kane                                 |       |
| 2012 | Mirror Mirror                                      | The King                                    |       |
| 2012 | Cleanskin                                          | Ewan                                        |       |
| 2012 | Soldiers of Fortune                                | Roman St. John                              |       |
| 2012 | Silent Hill: Revelação                             | Harry Mason/Christopher da Silva            |       |
| 2013 | Accused                                            | Simon Gaskell / Tracie Tremarco             |       |
| 2013 | Percy Jackson & the Olympians: The Sea of Monsters | Zeus                                        |       |
| 2015 | Jupiter Ascending                                  | Stinger Apini                               |       |
| 2015 | Pixels                                             | General do Exército                         |       |
| 2015 | The Martian                                        | Mitch Henderson                             |       |
| 2016 | Kingsglaive: Final Fantasy XV                      | Regis Lucis Caelum CXII                     | voz   |
| 2016 | O Jovem Messias                                    | Severus                                     |       |
| 2018 | Medici: Masters of Florence                        | Jacopo Pazzi                                |       |
| 2023 | Cavaleiros do Zodíaco                              | Mistumasa Kido                              | [ 4 ] |